# 图德利利亚
图德利利亚，是西班牙拉里奥哈自治区的一个市镇。总面积19平方公里，总人口418人（2001年），人口密度22人/平方公里。